# Noruega Central

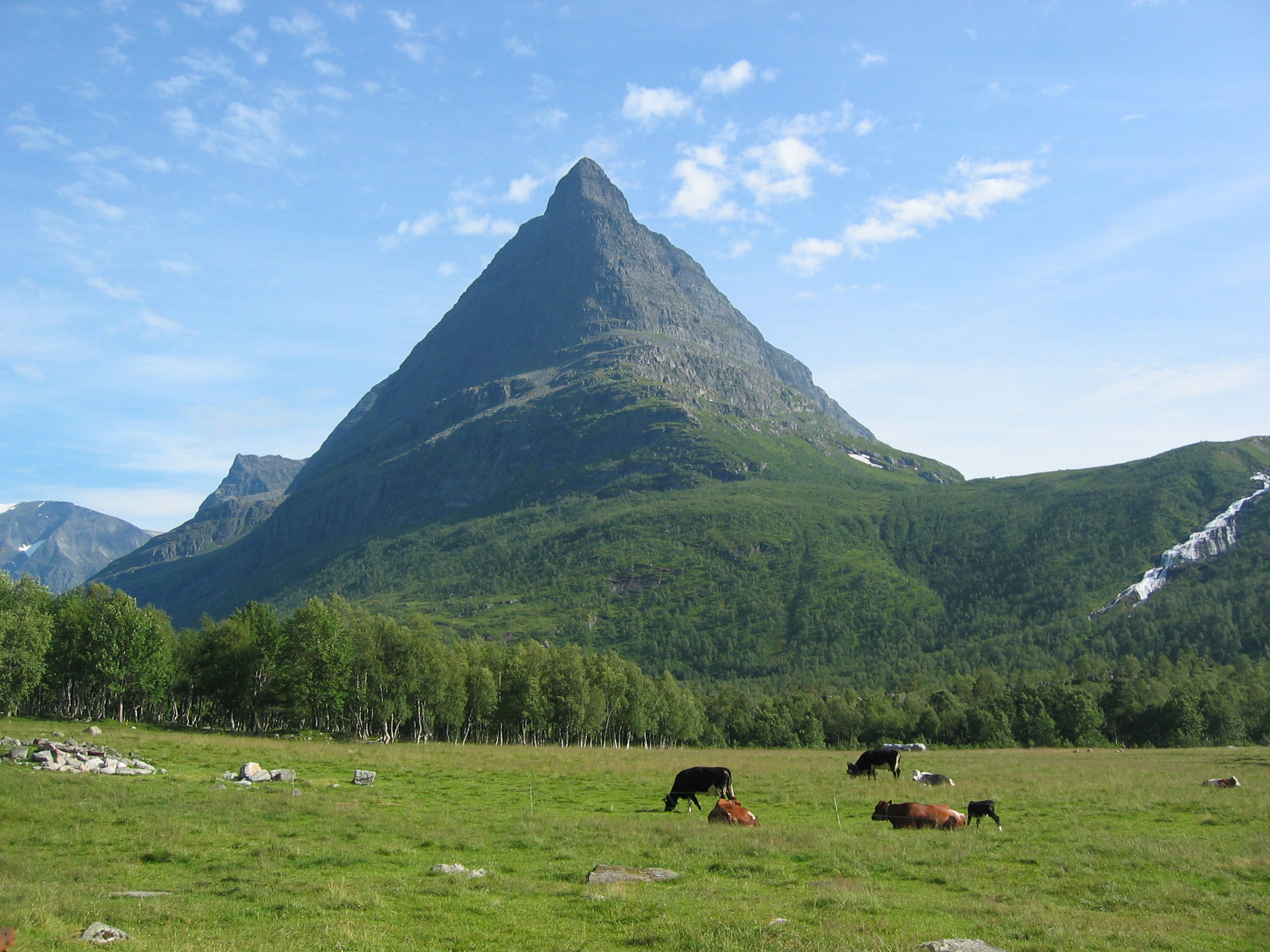
Innerdalstårnet cows

A Noruega Central (em norueguês bokmål: Midt-Norge; em norueguês nynorsk: Midt-Noreg) é uma divisão administrativa norueguesa que inclui os condados de Trøndelag e Møre og Romsdal. Em comparação com as regiões tradicionais da Noruega, abrange todos as comunas de Trøndelag e algumas da região de Vestlandet. Tem uma população total de pouco menos de 760.000 pessoas, com a região metropolitana de Trondheim respondendo por cerca de 275.000.